# Мајкелти Вилијамсон
Мајкелти Вилијамсон (енгл. Mykelti Williamson; Сент Луис, Мисури, 4. март 1957), понекад као Мајкел Ти Вилијамсон (енгл. Mykel T. Williamson), амерички је филмски и телевизијски глумац.